# 브락테아모르파 트라이노리
브락테아모르파 트라이노리(Bracteamorpha trainorii)는 녹조강 스파이로플레아목에 속하는 녹조류의 일종이다. 브락테아모르파과(Bracteamorphaceae)와 브락테아모르파속(Bracteamorpha)의 유일종이다.